# سد فنگشوبا
سد فنگشوبا (به لاتین: Fengshuba Dam) یک نیروگاه برقابی و سد وزنی در چین است که در شهرستان لونگچوان، گوانگ‌دونگ واقع شده‌است.